# Gutbrod Heck 504
Der Gutbrod Heck 504 war ein Kleintransporter, den die Gutbrod Motorenwerke in Plochingen von 1946 bis 1950 bauten; ab Oktober 1949 gab es den  Gutbrod Heck 604 mit stärkerem Motor. Es waren Kastenwagen und Pritschenwagen mit Plane, die Nutzlast betrug 750 kg. Wilhelm Gutbrod knüpfte damit an seine Herstellung leichter Nutzfahrzeuge mit Heckantrieb an, die durch den Schell-Plan des NS-Regimes vor dem Krieg gestoppt worden war.

## Motor und Getriebe
Der Heck 504 hatte einen luftgekühlten Vierzylinder-Zweitakt-Boxermotor, der als Hilfsmotor für Segelflugzeuge entwickelt worden war. Er hatte einen Hubraum von 492 cm³ mit 12 PS in der schwächeren Ausführung und 576 cm³ mit 14 PS im stärkeren Modell 604. Hergestellt wurde der Motor von der Albert Hirth AG in Zuffenhausen. Der Motor und ein nicht synchronisiertes Getriebe mit Mittelschalthebel waren weit hinten unter der Ladefläche eingebaut, der Motor hinter und das Getriebe vor der Hinterachse. In der Werbung hieß es, „der für die Wartung einfach zu handhabende Motor“ sei „staub- und schmutzdicht gekapselt“, in späteren Beschreibungen hingegen wurde bemängelt, dass der Heckmotor „ohne Schutz vor Verschmutzungen“ war. Das Getriebe wurde wie folgt beschrieben: „Leichtes Schalten und damit elastische und sparsame Fahrweise durch Hochleistungs-ZF-Getriebe mit drei Vorwärtsgängen und einem Rückwärtsgang.“ Im Übrigen versprach der Hersteller „großes Durchzugsvermögen auch bei voller Belastung der großräumigen Ladefläche.“ Die Höchstgeschwindigkeit lag bei etwa 60 km/h. Laut einem Testbericht in der Zeitschrift Das Auto von 1947 verbrauchte der kleine Transporter „je nach Belastung und Wegeverhältnissen etwa 8–10 Liter“ Kraftstoff auf 100 km.

## Fahrwerk und Aufbau
Der Wagen war mit Führerhaus und geschlossener Fronthaube sowie Pritsche oder Kasten auf einem Zentralrohrrahmen aufgebaut. Die Ladefläche des Pritschenwagens war 2,20 m lang und 1,65 m breit. Die Vorderräder hingen an zwei übereinander liegenden Querblattfedern, die Hinterräder an einer Pendelachse mit Schraubenfedern. Fuß- und Handbremse wurden mechanisch betätigt und wirkten auf alle vier Räder.

## Sonstiges
Im Test von 1947 wurden die Vorzüge der Luft- bzw. Gebläsekühlung hervorgehoben: „Keine Frostschäden und Beeinträchtigung der Kühlung durch Rost oder Wasserstein, keine Wasserpumpen- und Kühlerdefekte, geringes Gewicht und Raumersparnis, rasches Warmwerden des Motors bei Kaltstart, der beim gemischt geschmierten Zweitakter kaum Schwierigkeiten bereitet und infolge rascher Erwärmung ohne Abnützung von Kolben und Zylindern erfolgt. Keine Wartung durch Wassernachfüllen, Nachspannen und Ersatz des Ventilatorriemens, keine Abdichtung und Schmierung der Wasserpumpe oder Erneuerung der Kühlwasserschläuche usw.“ Im Gegensatz dazu ist in einer jüngeren Quelle zu lesen: „Das Vierzylinder-Zweitakt-Aggregat […] erwies sich als wenig standfest – auf Wilhelm Gutbrods Schreibtisch regnete es anfangs Reklamationen wegen der thermischen Labilität des Motörchens.“
Mit einem Preis von 4.395 DM war der Gutbrod Heck 504 als Pritschenwagen 1949 deutlich teurer als das ebenfalls für 750 kg Nutzlast ausgelegte Goliath-Dreirad GD 750, das 3.600 DM kostete. Vom Gudbrod Heck 504/604 wurden 2649 Stück gebaut; der Goliath GD 750, der allerdings zwei Jahre länger auf dem Markt war, wurde rund 30.000 Mal verkauft.

## Technische Daten
| Kenngrößen                      | Gutbrod Heck 504                                                       |
| ------------------------------- | ---------------------------------------------------------------------- |
| Motor                           | Vierzylinder-Zweitakt-Boxermotor, im Heck längs eingebaut              |
| Hubraum                         | 492 cm³                                                                |
| Bohrung × Hub                   | 52 × 58 mm                                                             |
| Leistung                        | 12 PS/8,8 kW bei 4000/min                                              |
| Vergaser                        | Bing 24 mm                                                             |
| Getriebe                        | 3-Gang, nicht synchronisiert, Mittelschaltung                          |
| Karosserie und Chassis          | Zentralrohrrahmen, Fahrerhaus und Pritsche Stahlblech                  |
| Radaufhängung vorn/hinten       | 2 übereinanderliegende Querblattfedern/Pendelachse mit Schraubenfedern |
| Bremsen                         | Trommeln, Fuß- und Handbremse mechanisch auf alle vier Räder wirkend   |
| Spurweite vorn/hinten           | 1050/1366 mm                                                           |
| Radstand                        | 2960                                                                   |
| Maße Pritschenwagen (L × B × H) | 4250 × 1650 × 1550 mm                                                  |
| Maße Kastenwagen (L × B × H)    | 4250 × 1600 × 1750 mm                                                  |
| Reifengröße                     | 5.00–16 oder 5.25–16                                                   |
| Leergewicht                     | ca. 680 kg                                                             |
| Nutzlast                        | 750 kg                                                                 |
| Höchstgeschwindigkeit           | ca. 60 km/h                                                            |
| Kraftstoffverbrauch             | ca. 8–10 l/100 km                                                      |
| Kraftstoffart                   | Benzin-Öl-Gemisch 15 : 1 (anfangs 10 : 1)                              |
| Kraftstofftank (Volumen)        | 12,5 l                                                                 |